# HJ-Fahrtenmesser

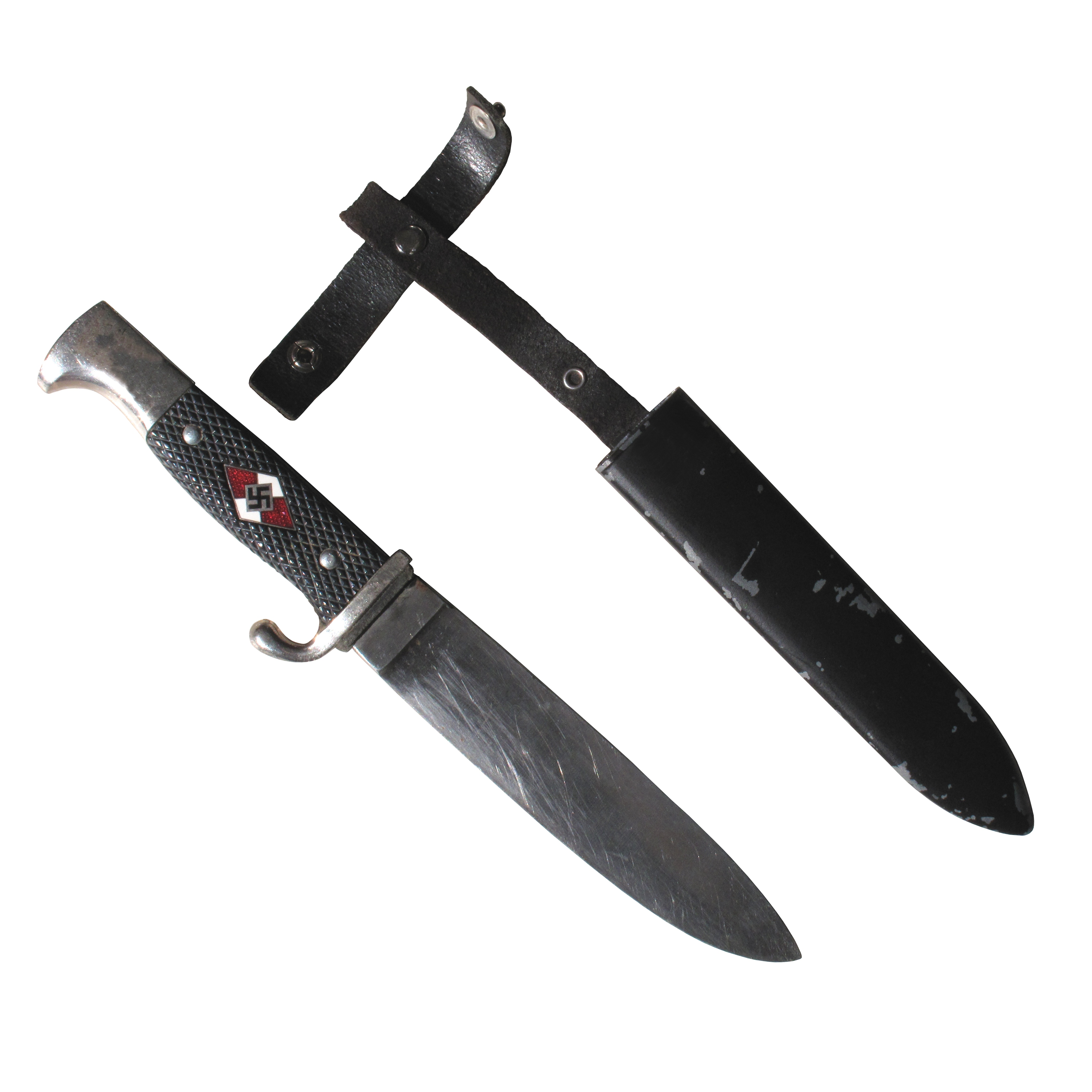
HJ-Fahrtenmesser mit Scheide

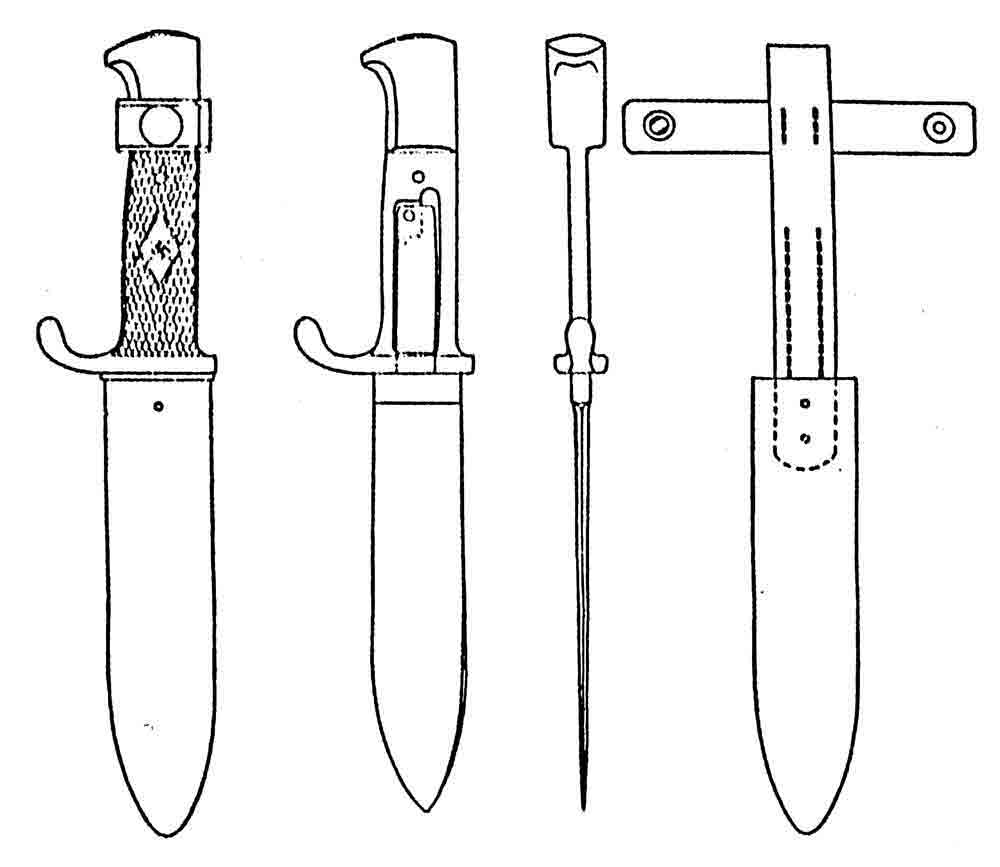
Werkstattzeichnung für das Fahrtenmesser. Amtliche Unterlagen der RJF und der RZM für Hersteller des HJ-Fahrtenmessers.

Das Fahrtenmesser der HJ wurde nach der Machtergreifung durch die Nationalsozialisten im Sommer 1933 bei der Hitler-Jugend und dem Jungvolk eingeführt, war aber kein vorgeschriebener Bestandteil der Uniform.
Die Grundform des Messers war an die militärischen Bajonette mit Metallscheide mit ihrer Möglichkeit zum Tragen am Koppel (d. h. Gürtel) angelehnt. Bis August 1938 war auf den Messerklingen das Motto „Blut und Ehre!“ eingeätzt. Nach dem Zweiten Weltkrieg nutzten die Hersteller die vorhandenen Produktionseinrichtungen weiter und fertigten das Messer für Pfadfinder. Die Nazi-Symbole wurden meist durch die Pfadfinder-Lilie ersetzt.

## Daten
- Material: vernickeltes Zink, Stahl und Kunststoff
- Länge mit Scheide: 255 mm[1]
- Länge ohne Scheide: 245 mm
- Klingenlänge: 140 mm
- Breite an der Fehlschärfe: 25 mm[2]

## Trageweise
Das HJ-Fahrtenmesser sollte mit dem Tragegeschirr (Hüftgürtel 88 cm, Schultergürtel 80,5 cm) auf der hinteren linken Hüfte getragen werden. Dabei sollte das HJ-Emblem auf der Außenseite liegen.
Die Berechtigung zum Tragen des HJ-Fahrtenmessers wurde durch Ablegen der Pimpfenprobe erworben.

## Hersteller

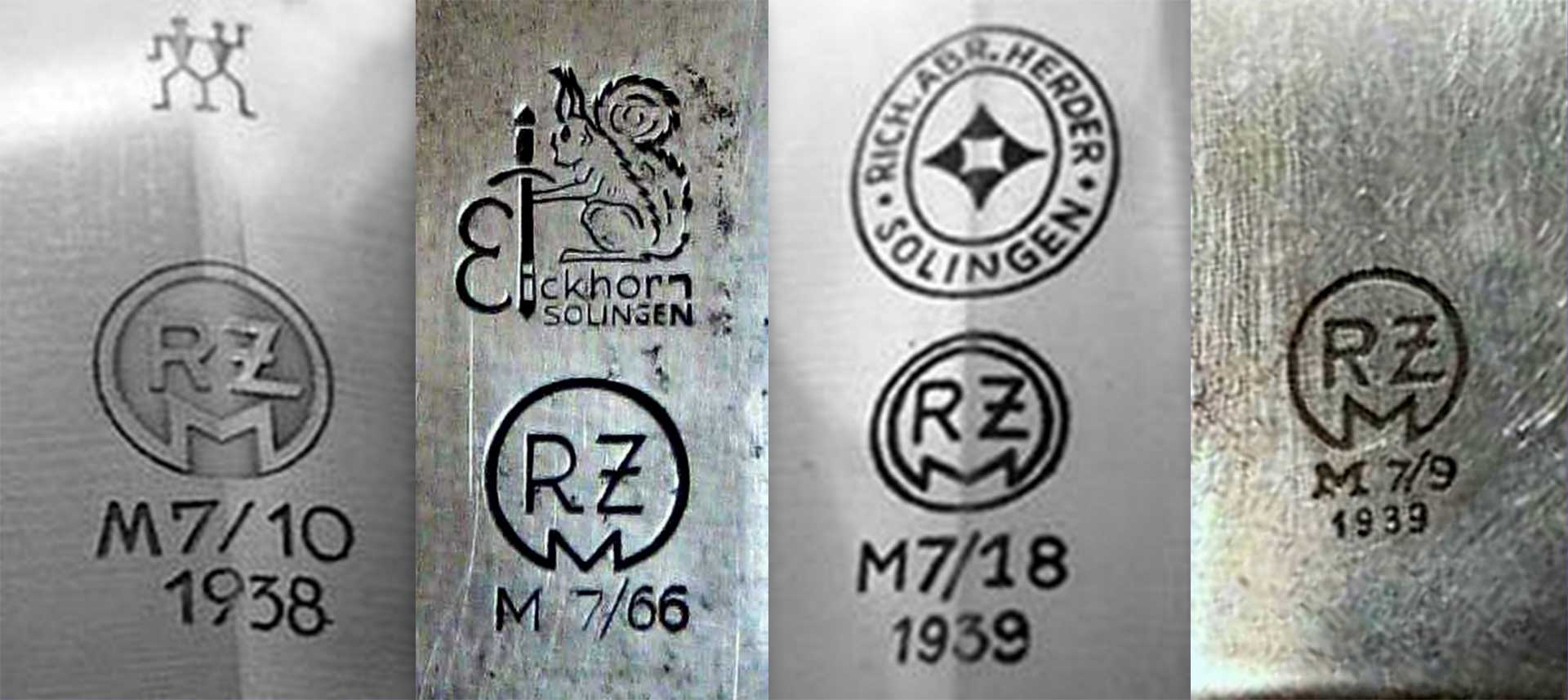
Prägungen der RZM und verschiedener Solinger Schneidwarenhersteller.

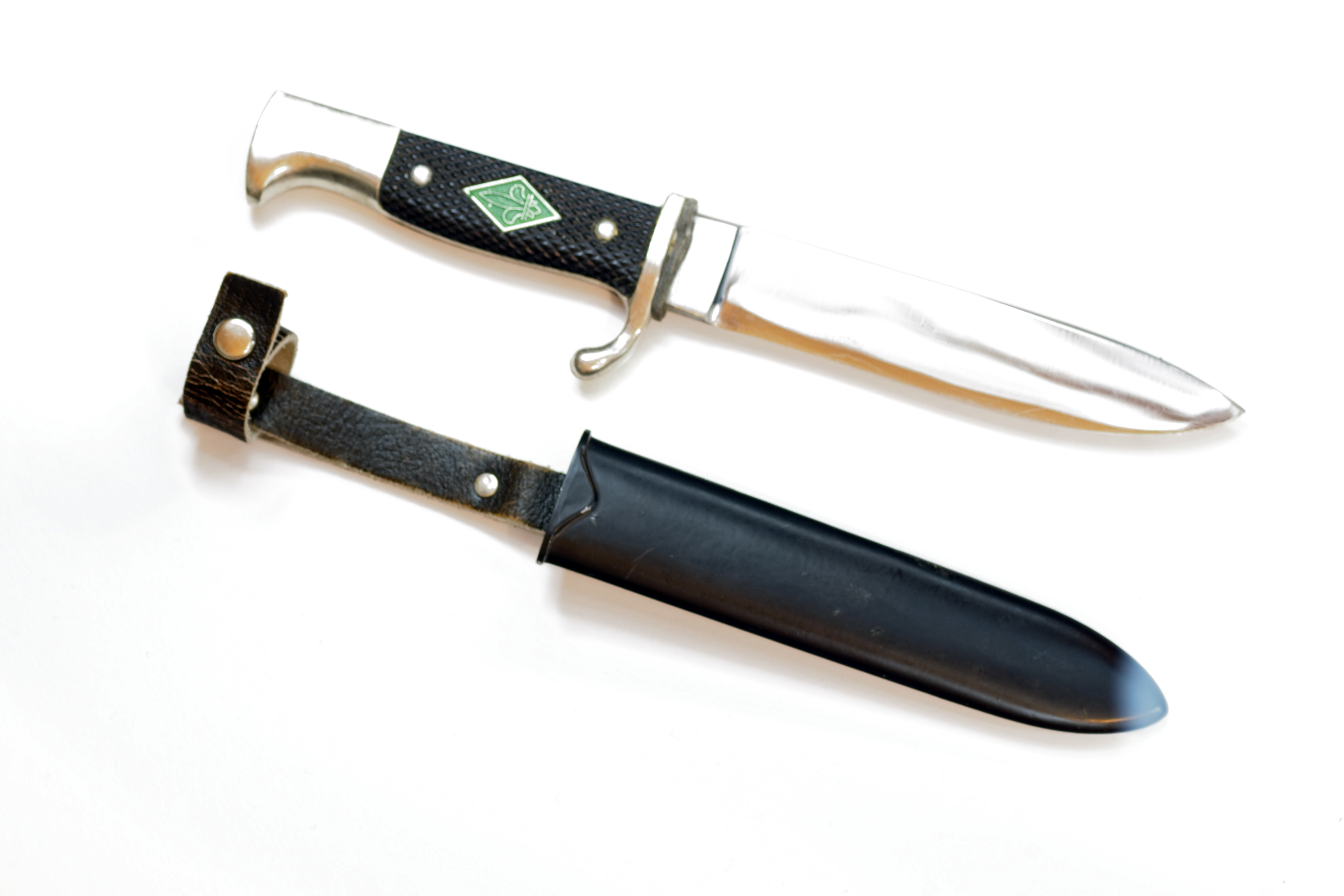
Als „Pfadfindermesser“ gehandelter Nachbau des HJ-Fahrtenmessers mit Pfadfinderlilie im Heft (um 1990)

Die HJ-Fahrtenmesser konnten im lizenzierten Einzelhandel der Reichszeugmeisterei für 4 RM erworben werden.
Das Messer wurde an einer Vielzahl von lizenzierten Produktionsstätten hergestellt, wobei die eingeprägte RZM-Nummer eine eindeutige Zuordnung ermöglichte. Einige dieser Hersteller waren:
| RZM-Nr.                  | Herstellerbezeichnung                      | Standort |
| ------------------------ | ------------------------------------------ | -------- |
| M7/2                     | E.V.S Emil Voos                            | Solingen |
| M7/9*                    | Solinger Metallwaffenfabrik Stoecker & Co. | Solingen |
| M7/10*                   | Zwilling J. A. Henckels                    | Solingen |
| M7/18*                   | Richard Abr. Herder                        | Solingen |
| M7/19                    | Eduard Wüsthof Dreizackwerk                | Solingen |
| M7/27                    | Pumawerk (Lauterjung & Sohn)               | Solingen |
| M7/42                    | Weyersberg, Kirschbaum & Cie. (WKC)        | Solingen |
| M7/49                    | Friedrich Herder A.S.                      | Solingen |
| M7/65                    | Karl Heidelberg                            | Solingen |
| M7/66*                   | Carl Eickhorn                              | Solingen |
| M7/80                    | Gustav Spitzer                             | Solingen |
| * siehe Abbildung rechts |                                            |          |